# Dendrophylax lindenii
Espèce
Dendrophylax lindenii est une espèce d'orchidées du genre Dendrophylax originaire des Caraïbes.